# Margaret River (Adelaide River)
Der Margaret River ist ein Fluss im Nordwesten des australischen Northern Territory.

## Geografie

### Flusslauf
Er entspringt östlich der Kleinstadt Hayes Creek am Stuart Highway und fließt nach Nordwesten. Bei Marrakai Crossing mündet er in den Adelaide River.

### Nebenflüsse mit Mündungshöhen
Der Fluss hat folgende Nebenflüsse:
- Saunders Creek – 100 m
- McCallum Creek – 38 m
- Howley Creek – 25 m